# Bélamajori találkozó
A bélamajori találkozó Franjo Tuđman horvát elnök és Slobodan Milošević szerb elnök találkozója volt 1991. március 25-én az északnyugat-szerbiai bélamajori (szerbül: Karađorđevo) vadászterületen. Beszélgetésük nyilvánosságra hozott témája a délszláv válság volt. Három nappal később a hat jugoszláv köztársaság összes elnöke találkozott Splitben. Bár akkoriban a jugoszláv médiában széles körben megjelent a találkozó híre, a találkozót beárnyékolta a folyamatban lévő válság, amely Jugoszlávia felbomlásához vezetett. A következő években azonban a találkozón elhangzottakról szóló információk ellentmondásosabbá váltak, mivel számos jugoszláv politikus azt állította, hogy Tuđman és Milošević megvitatták Bosznia-Hercegovina etnikai felosztását, és megegyeztek abban, hogy a horvát, illetve a szerb többségű területeket leválasztják, majd a hamarosan függetlenné váló Horvátországhoz, illetve Szerbiához csatolják, közöttük pedig egy bosnyák pufferállam maradt volna. Mások tagadták, hogy ilyen megállapodás létrejött volna, és mivel a Tuđman-Milošević-tárgyalásokon sem tanúk voltak, sem jegyzőkönyvet nem vettek fel, a megbeszélések pontos tartalma nem ismert. A történészek általában úgy értékelték, hogy a találkozón Bosznia-Hercegovina felosztása volt a vita témája, de a nagyvonalakban létrejött egyezségen túlmenően nem született egyértelmű megállapodás ezen a találkozón.

## Előzmények
1991 elején az etnikai feszültségek Jugoszláviában, különösen a két legnagyobb etnikai csoport, a szerbek és a horvátok között egyre súlyosbodtak. A hat jugoszláv köztársaság vezetői között abban az időben számos találkozóra került sor, az elsőt 1991. január 6-án tartották.
Alija Izetbegović és Franjo Tuđman vezetésével január 21-én Szarajevóban került sor a Boszniai-Hercegovinai Szocialista Köztársaság és a Horvát Szocialista Köztársaság delegációinak találkozójára. A találkozóról készült nyilvános beszámolóban az szerepelt, hogy mindkét fél egyetértett abban, hogy a válságot békés úton kell megoldani, és a külső és belső határokat meg kell őrizni. A találkozó után Izetbegović elmondta, hogy „Bosznia-Hercegovina és Horvátország vezetői abszolút egyetértettek Bosznia-Hercegovina szuverenitásával kapcsolatban”, de a Jugoszláv Néphadseregről (JNA) eltérő vélemények voltak.
Izetbegović január 22-én találkozott Slobodan Miloševićcsel Belgrádban. A találkozó után Alija Izetbegović azt mondta: „Ma inkább optimista vagyok, mint három nappal ezelőtt.” Hozzátette: „az a benyomása”, hogy Jugoszlávia felbomlása esetére a szerb félnek bizonyos fenntartásai vannak Bosznia-Hercegovina szuverenitását illetően, de az sem baj, ha Jugoszlávia fennmarad.
Január 23-án Tuđman találkozott Montenegro elnökével, Momir Bulatovićcsal. A közzétett jelentésben egyértelmű volt a véleménykülönbség: Tuđman azt állította, hogy „a köztársaságok közötti határok a szuverén államok határai”, Bulatović pedig azt állította, hogy ezek „közigazgatási határok”, amelyek egy konföderáció létrehozása esetén kérdésessé válnak. (Jugoszlávia föderáció volt). 
Január 24-én Szlovénia és Szerbia delegációi Milan Kučan és Slobodan Milošević vezetésével találkoztak Belgrádban. Kučan és Milošević egyetértettek abban, hogy Szlovénia elhagyhatja Jugoszláviát, és hogy az összes szerbnek joga van ugyanabban az országban élni. A megállapodás szövegét 1991. augusztus 14-én, Szlovénia kiválását követően véglegesítették.
Január 25-én egy horvát delegáció érkezett Belgrádba Tuđman vezetésével. Ugyanezen a napon Szarajevóban Izetbegović találkozott Bulatovićcsal.
Ezek a találkozók azonban nem szüntették meg a katonai feszültséget. Január 25-én a Szövetségi Nemzetvédelmi Titkárság (SSNO) egyenesen azzal vádolta Horvátországot, hogy félkatonai erőket készít fel a Jugoszláv Néphadsereg megtámadására. A hadsereget a legmagasabb készültségi fokozatba léptették. Az SSNO vádjait egyesek a háború kikiáltásának és egy katonai puccs előjátékának tekintették. A katonai vezetés nem kapott többséget a jugoszláv elnökségben, és nem is történt katonai beavatkozás.
A Jugoszlávia Elnökségének február 13-iki kibővített ülésén, Szlovénia kilépési engedélyéről Tuđman azt mondta: „Abban a Jugoszláviában, Szlovénia nélkül - nincs benne Horvátország sem. Azt hiszem, elég világos voltam.”
Izetbegović február 23-án azt mondta, hogy lényegében nincs többé Jugoszlávia, helyette „háromszintű föderáció” lesz: Szlovénia és Horvátország függetlenné válik, Szerbia és Montenegró az új állam magja lesz, Bosznia-Hercegovina és Macedónia pedig a kettő között lenne, de Bosznia-Hercegovina sokkal közelebb van Szerbiához, mint Horvátországhoz. Izetbegovićot emiatt erősen támadta a közvélemény, azt állítva, hogy odaadta Bosznia-Hercegovinát Miloševićnek.
Március elején a pakráci incidens során összecsaptak a horvát rendőrség és a lázadó szerb erők. Az 1991. márciusi belgrádi tüntetések idején, március 9-én a jugoszláv hadsereg vonult be megvédeni Milošević kormányát.
1991. március 12–16. között került sor a JSZSZK elnökségének, és a fegyveres erők főparancsnokságának közös ülésére. A megbeszélésen a katonai vezetés szerb tisztségviselői vezetésével sikertelenül próbált meg rendkívüli állapotot bevezetni Jugoszlávia egész területén. Milošević erre válaszul kijelentette, hogy már nem ismeri el az elnökség tekintélyét.
Ebben a helyzetben 1991. március 28-ára a jugoszláv köztársaságok hat vezetője, Franjo Tuđman, Slobodan Milošević, Alija Izetbegović, Kiro Gligorov (Macedónia), Milan Kučan és Momir Bulatović találkozót szervezett Splitben. A spliti találkozó előkészítéseként tartották meg Tuđman és Milošević találkozóját március 25-én Bélamajorban, amikor a két legnagyobb köztársaság vezetői úgy döntöttek, hogy megpróbálnak megegyezni a válság megoldására vonatkozó javaslatokról.

## A találkozó és visszhangja
Franjo Tuđman és Slobodan Milošević találkozójára 1991. március 25-én délután került sor a szerbiai Vajdaság tartományban, a Palánka (Bačka Palanka) melletti Bélamajorban (Karađorđevó). Akkoriban úgy tűnt, hogy a találkozó nem különbözött a köztársasági vezetők bármely más találkozójától. A találkozóról szóló beszámoló aznap és a következő napokon is megjelent a médiában. A külföldi lapok, mint a Le Monde, a Le Figaro és a francia Libération szintén rövid beszámolókat közöltek a találkozóról, megjegyezve, hogy „a két legnagyobb köztársaság megállapodott abban, hogy a következő két hónapban megoldja a nehéz jugoszláv válságot”. A jelentések szerint a vezetők megvitatták a jugoszláv válság megoldását és a közelgő spliti találkozó előkészítését a jugoszláv köztársaságok többi vezetőjével. A kétoldalú találkozókon kialakult szokás szerint a megbeszélések nagy részét Tuđman és Milošević egyedül folytatta, más tanúk és jegyzőkönyv nélkül. Semmiféle hivatalos megállapodás nem volt.
Az Oslobođenje szarajevói lap „titkosnak” nevezte a találkozót. Kezdettől fogva találgatások folytak arról, hogy miről tárgyalt a két elnök. A legelterjedtebb spekuláció Ante Marković jugoszláv miniszterelnök leváltása volt. Április 14-én Miroslav Janković, az Oslobođenje szarajevói újságírója feltételezte először, hogy a megbeszélések középpontjában Bosznia-Hercegovina állt.
|  | „Nem kell túlzottan okosnak lenni (...) hogy arra a következtetésre jussunk, hogy e megbeszélések középpontjában Bosznia volt. A föld, amelyen a jövőbeli Jugoszláviára vonatkozó minden számítás áll vagy bukik.” |
|  | |

## A későbbi találkozók
Tuđman és Milošević egy másik alkalommal is találkozott, mégpedig április 15-én a baranyai Tökösön (Tikveš). Másnap minden újság megjelentette a találkozóról szóló beszámolót. A találkozó után a horvát és szerb szakértői csoportok a jugoszláv válság megoldásáról tárgyaltak. Az üléseken résztvevők beszámolói nem teljesen egyeztek; de mindannyian egyetértettek abban, hogy nem volt eredmény.
Június 12-én Splitben Tuđman, Milošević és Izetbegović háromoldalú megbeszélést folytatott. A találkozó hírét másnap tették közzé, de megállapodás itt sem született. A bélamajori találkozóval ellentétben ezúttal azonnal az került a nyilvános találgatások középpontjába, hogy a trió felosztotta Bosznia-Hercegovinát. A szarajevói „Bosanski pogledi” (Bosnyák nézetek) című lap főcíme másnap a következő volt: „Tuđman, Milošević, Izetbegović, háromoldalú egyezmény Bosznia-Hercegovina felosztásáról”. Izetbegović cáfolta az ilyen találgatásokat, és azt mondta, hogy „erről nem beszél”.

## Következmények
A találkozó legközvetlenebb jelentősége nem a Bosznia-Hercegovinával kapcsolatos megegyezés volt, hanem a Horvátországgal kapcsolatos megegyezés hiánya. Milošević egy héttel a belgrádi zavargások után beszédet mondott, amelyben felvázolta azokat a terveket, amelyek Horvátország nagy részének az új Jugoszláviához való csatlakozását foglalják magukban. A találkozók ellenére a horvátországi háború 1991. március 31-én a Plitvicei-tavaki incidenssel megkezdődött, ahol megtörtént a horvát és a szerb erők első összecsapása.
Franjo Tuđman és a horvát kormány számos alkalommal tagadta, hogy Bélamajorban megállapodás született volna. Tudman 1991. októberi beszédében kijelentette, hogy a szerbek ellenőrizték az egész jugoszláv hadsereget, és a horvátországi háború idején a horvátországi szerbek lázadása csak a kezdet volt. Horvátország 1991. október 8-án kiáltotta ki függetlenségét. Az év végére Horvátország közel egyharmadát a szerb erők szállták meg. A legtöbb ország 1992. január 15-én ismerte el a független Horvátországot.
1991. december 27-én egy boszniai horvát delegációval tartott találkozón Tuđman bejelentette, hogy a feltételek lehetővé teszik a Bosznia-Hercegovina határainak újrarajzolásáról szóló megállapodást, mivel az még nem független, és az akkori béketervek „három nemzet országaként” képzelték el.
Bosznia-Hercegovinában az első harcok 1991. október 1-jén kezdődtek, amikor a szerbek által ellenőrzött Jugoszláv Néphadsereg megtámadta a horvátok lakta hercegovinai Ravno falut. Alija Izetbegović ezt a horvátországi háború részének tekintette, és figyelmen kívül hagyta, mondván, hogy „ez nem a mi háborúnk”. 1992. március 3-án Bosznia-Hercegovina is kikiáltotta függetlenségét. A következő napokban számos ország, köztük Horvátország is elismerte Bosznia-Hercegovina függetlenségét. A boszniai háború hamarosan elkezdődött, és 1995 novemberéig tartott. 1992. április 1-jén a szerbek megtámadták a bjeljinai muszlimokat, majd nem sokkal ezután súlyosbodott a boszniai háború.
Az 1992. április 27-én megkötött grazi megállapodás egy fegyverszüneti javaslat volt Radovan Karadžić boszniai szerb vezető és Mate Boban boszniai horvát vezető között, amelyet az ausztriai Grazban írtak alá. Ekkor a szerb erők Bosznia-Hercegovina 70 százalékát ellenőrizték. A szerződés célja a szerb és a horvát erők közötti konfliktus korlátozása volt. A boszniai muszlimok ezt a horvát-szerb alku Boszniáról szóló folytatásának tekintették. Eszerint a kibővített Horvátország és Szerbia között csak egy kis bosnyák ütközőállam lett volna, amelyet a horvát és a szerb vezetés Alija Izetbegović boszniai elnökről pejoratívan csak „Alija Pasaluk”-nak nevezett el. Az ICTY Blaškić-ügyben hozott ítélete a boszniai szerb és boszniai horvát vezetők közötti grazi találkozón bejelentett megállapodásra utal.
1992 végére az ország kétharmadát a szerbek ellenőrizték. Bár kezdetben szövetségesek voltak, horvátok és boszniai muszlimok (bosnyákok) 1992 októberétől 1994 februárjáig egymással is harcoltak Bosznia-Hercegovinában, a washingtoni egyezmény aláírása után azonban ismét szövetségesként fejezték be a háborút. Megvitatták Bosznia-Hercegovina államszerkezetét, és végül a daytoni békeszerződésben döntöttek róla. Ennek ellenére az ország belső megosztottsága megmaradt, mely leginkább a Bosznia-hercegovinai Szerb Köztársaság különállásában nyilvánul meg.

## Fordítás
- Ez a szócikk részben vagy egészben  a   Milošević–Tuđman Karađorđevo meeting című angol Wikipédia-szócikk ezen változatának fordításán alapul.  Az eredeti cikk szerkesztőit annak laptörténete sorolja fel. Ez a jelzés csupán a megfogalmazás eredetét és a szerzői jogokat jelzi, nem szolgál a cikkben szereplő információk forrásmegjelöléseként.